# Véronique Tadjo

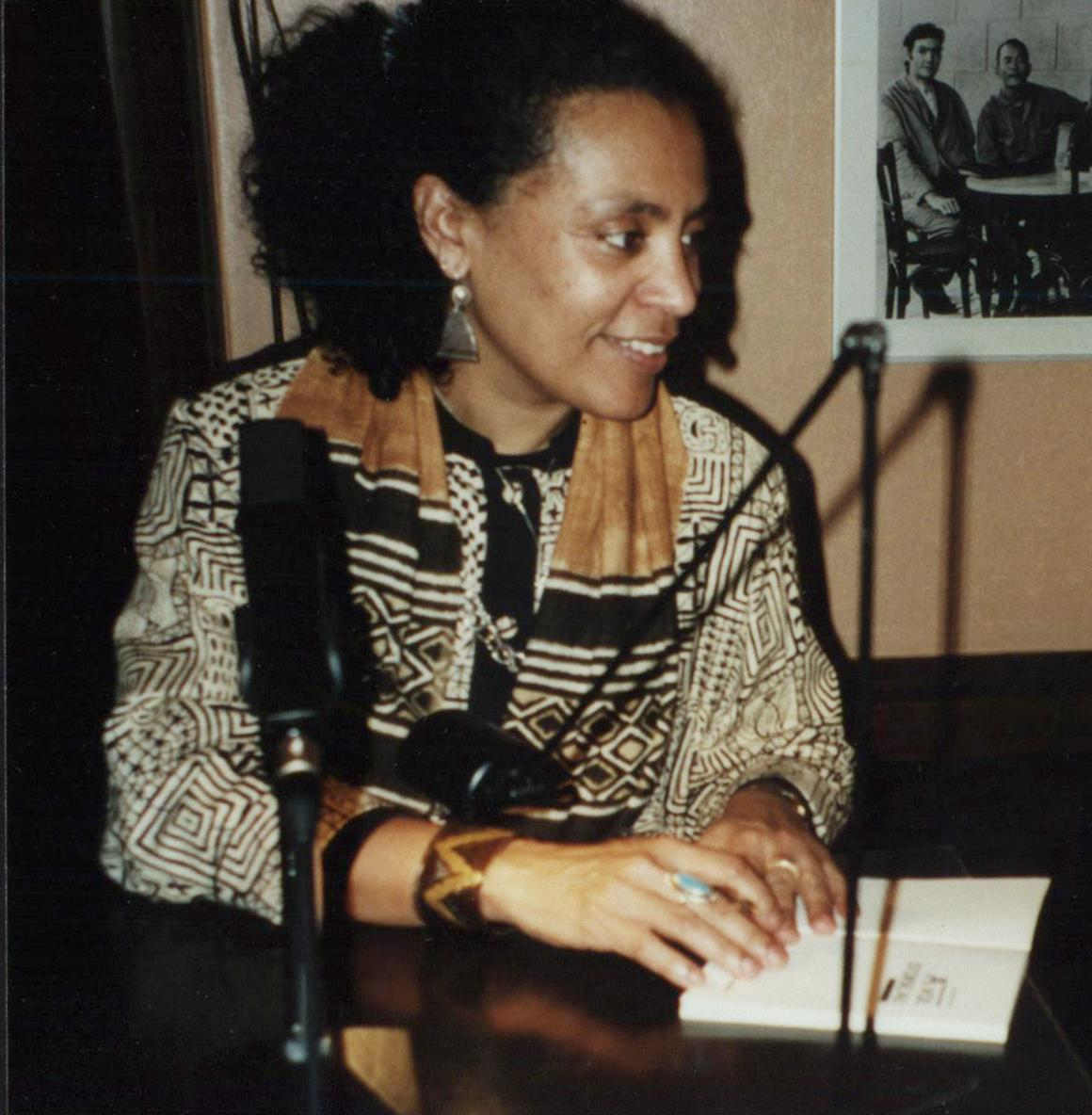
Véronique Tadjo în 2001

Véronique Tadjo (n 1955) este o scriitoare, poetă și artistă din Coasta de Fildeș. A fost laureată a Premiului de Literatură al Agenției de Cooperare Culturală și Tehnică (L'Agence de Cooperation Culturelle et Technique) în 1983. A primit și Premiul UNICEF în 1993. Tadjo a trăit în Londra cu soțul și copiii săi, dar mai târziu s-au mutat în Africa de Est.